# بچه‌اژدهاهای میانی
بچه‌اژدهاهای میانی (نام علمی: Centrodraco) نام یک سرده از تیره بچه‌اژدهاماهیان نشیب است.